# Parque de Las Acacias
Parque de Las Acacias är en park i Spanien.   Den ligger i provinsen Provincia de Cádiz och regionen Andalusien, i den södra delen av landet, 500 km söder om huvudstaden Madrid. Parque de Las Acacias ligger 22 meter över havet.
Terrängen runt Parque de Las Acacias är kuperad åt sydväst, men åt nordost är den platt. Havet är nära Parque de Las Acacias österut.  Närmaste större samhälle är Algeciras, 1,1 km nordväst om Parque de Las Acacias. 